# Herbert Riehl-Heyse

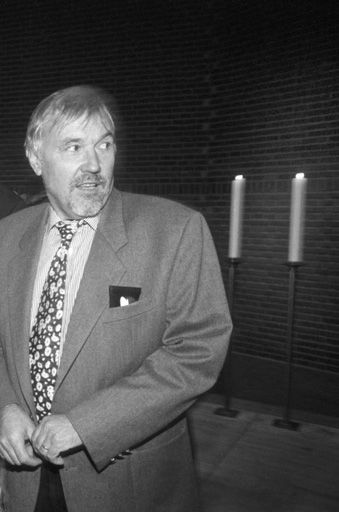
Herbert Riehl-Heyse (1995)

Herbert Riehl-Heyse (* 2. Oktober 1940 in Altötting als Herbert Riehl; † 23. April 2003 in Eichenau) war ein deutscher Journalist und Autor.

## Leben
Herbert Riehl wurde am 2. Oktober 1940 in Altötting geboren. Nach dem Tod seines Vaters, des Lagerhausverwalters Hans Riehl, der am 28. April 1945 während der Bürgermorde von Altötting von der SS erschossen wurde, musste seine Mutter Karolina Maria Riehl, geb. Spindler, die vier Kinder (den älteren Bruder Hans, seine beiden älteren Schwestern Marianne und Hildegard und  Herbert) alleine großziehen. Nach Ableistung des Abiturs auf dem Kurfürst Maximilian Gymnasium in Burghausen studierte Riehl-Heyse zunächst Rechtswissenschaften und legte beide juristische Staatsexamina ab. Seine ersten Schritte als Journalist unternahm er 1968 als Redakteur beim Münchner Merkur. Um Verwechslungen mit seinem Bruder Hans zu vermeiden, der bereits seit 1962 dort Nachrichtenredakteur war, ergänzte er seinem Namen mit den Mädchennamen seiner Frau zu „Herbert Riehl-Heyse“. 1971 wechselte er zur Süddeutschen Zeitung. Als leitender Redakteur und Kolumnist (u. a. im Streiflicht) prägte er mit seiner subtilen Satire und Ironie wesentlich den Stil der Zeitung. Anfang 1989 wurde er Chefredakteur des Magazins Stern, das er allerdings bereits nach vier Monaten wieder verließ und zur Süddeutschen Zeitung zurückkehrte.
Riehl-Heyse war auch Autor von Büchern, in denen er vorwiegend das Spannungsfeld zwischen Politik und Medien ausleuchtete. Er erlag im Alter von 62 Jahren einem langjährigen Krebsleiden. Seine Tochter Katharina Riehl arbeitet ebenfalls als Journalistin für die Süddeutsche Zeitung.
Seit 2005 wird ihm zu Ehren der Herbert-Riehl-Heyse-Preis verliehen.

## Über Subjektivität & Objektivität im Journalismus (Zitat)
Riehl-Heyse: „Ich glaube überhaupt nicht, dass die öffentliche Aufgabe der Tageszeitung zwangsläufig an die so genannte Objektivität gebunden ist – im Gegenteil, wenn ich diese Aufgabe der Presse recht verstehe, so besteht sie in verschiedenen Funktionen: Informations-, Artikulations-, Kontroll-Funktion. Alle drei würden von einer Zeitung, deren oberstes Prinzip die Herstellung völliger Objektivität wäre, nicht erfüllt und zwar vor allem deshalb, weil sie dem Leser vormacht, dass es die chemisch reine Objektivität gäbe, dass die Welt genauso funktioniere, wie sie in solchen Zeitungen erscheint als Nachricht.“
Deshalb „bin ich sicher, dass die vorsätzliche Subjektivität des Beschreibenden für den Leser hilfreicher und ehrlicher ist. Hilfreicher, weil er auf diese Weise Dinge erfahren kann, die in einer ‚objektiven’ Nachricht schon aus lauter Vorsicht nicht unterzubringen wären, ehrlicher, weil der Autor erst gar nicht den Eindruck zu vermitteln versucht, er schreibe die einzig wahre, gültige Geschichte über diesen oder jenen politischen, kulturellen, gesellschaftlichen Vorgang. Ideal wäre es in diesem Sinne, wenn der Leser am Schluss des Artikels genau wüsste, dass er nichts anderes gelesen hat, als die ganz persönliche Sicht eines bestimmten Schreibers, und dass er es trotzdem nützlich fand, sich gerade mit dieser Sicht auseinanderzusetzen.“
(Herbert Riehl-Heyse zitiert nach Petra E. Dorsch: Objektivität durch Subjektivität? Ein Gespräch mit dem Reporter Herbert Riehl-Heyse. In: Wolfgang R. Langenbucher: Journalismus&Journalismus. München 1980, Seiten 97–105, hier Seite 100f.)

## Auszeichnungen
- 1977 Theodor-Wolff-Preis
- 1980 Ernst-Hoferichter-Preis
- 1982 Wächterpreis der deutschen Tagespresse, 2. Preis für die Darstellung menschlicher Unzulänglichkeiten im rechtsstaatlichen Alltag
- 1986 Ludwig-Thoma-Medaille der Stadt München
- 1984 Egon-Erwin-Kisch-Preis, 2. Preis für Das Playmate vom Hasenbergl
- 1993 Medienpreis des Deutschen Bundestages
- 1994 Publizistikpreis der Landeshauptstadt München

## Werke
- Bayern braucht Wolpertinger. (mit Ernst Fischer und Hannes Burger) Ehrenwirth, München 1977, ISBN 3-431-01897-1.
- CSU – Die Partei, die das schöne Bayern erfunden hat. Bertelsmann, München 1979, ISBN 3-570-02304-4.
- Die Weihe des Ersatzkaisers und andere Geschichten. Helbing & Lichtenhahn Verlag, Basel 1986, ISBN 3-7190-0954-8
- Bestellte Wahrheiten. Kindler, München 1989, ISBN 3-463-40082-0.
- Am Rande des Kraters – Reportagen und Essays aus drei bewegten Jahren. Ölschläger, München 1993, ISBN 3-88295-204-0.
- Das Streiflichtbuch (mit Axel Hacke, Claus Heinrich Meyer, Rainer Stephan, Hermann Unterstöger), Verlag Antje Kunstmann, München 1994, ISBN 3-88897-084-9.
- Götterdämmerung. Siedler, Berlin 1995, ISBN 3-88680-448-8.
- Ach, Du mein Vaterland. Blessing, München 1998, ISBN 3-89667-026-3.
- Das neue Streiflichtbuch (mit Axel Hacke, Claus Heinrich Meyer, Rainer Stephan, Hermann Unterstöger), Verlag Antje Kunstmann, München 2000, ISBN 3-88897-236-1.
- Arbeiten in vermintem Gelände – Macht und Ohnmacht des Journalismus. Hg von Wolfgang R. Langenbucher. Picus Verlag, Wien 2002, ISBN 3-85452-765-9.
- Jugendwahn und Altersstarrsinn. Blessing, München 2003, ISBN 3-89667-193-6.
- Vorsicht Golfer! (mit Ernst Fischer und Luis Murschetz) Ullstein, Berlin 2005, ISBN 3-548-36802-6.
- Das tägliche Gegengift – Reportagen und Essays 1972–2003. Hg von Gernot Sittner. Süddeutsche Zeitung Edition, München 2008, ISBN 978-3-86615-617-3.